# Heteromala thyrophora
Heteromala thyrophora là một loài bướm đêm trong họ Noctuidae.